# Mapia
Mapia (indonesisch Kepulauan Mapia), früher auch Freewill-Inseln, Saint David oder Güedes, ist ein Atoll in Indonesien. Es ist Teil des Regierungsbezirks Supiori in der Provinz Papua und liegt circa 190 km nördlich der indonesischen Stadt Manokwari sowie circa 710 km südlich von Koror, der größten Stadt Palaus. Es gilt als abgelegenste Inselgruppe Indonesiens und ist vor allem bei Tauchern beliebt. Das Atoll besteht aus den zwei Hauptinseln Bras und Pegun, der kleineren Insel Fanildo sowie den zwei kleinen Eilanden Bras Kecil und Fanildo Kecil.

## Geschichte
Das Atoll wurde vermutlich 1537 von dem spanischen Entdecker Juan de Grijalva das erste Mal für Europa entdeckt und auf den Namen Güedes getauft. Englische Schiffe tauften das Atoll im Jahre 1861 auf den Namen Saint David, 1867 auf den Namen Freewill. Offiziell stand es als Teil Spanisch-Ostindiens bis 1821 unter der Verwaltung des Vizekönigreichs Neuspanien, von 1821 bis 1898 schließlich unter direkter Verwaltung Spaniens. Bereits in den 1870er-Jahren gründete ein niederländischer Kaufmann hier eine Niederlassung, sodass das niederländische Parlament das Atoll im Jahre 1884 als Teil Niederländisch-Indiens erklärte. Nachdem die Philippinen und Guam im Spanisch-Amerikanischen Krieg jedoch an die USA fielen, verloren die übrigen spanischen Besitzungen im Pazifik für das Königshaus an strategischem Wert. Im Deutsch-Spanischen Vertrag 1899 verkaufte man die Karolinen, Marianen und Palauinseln für 25 Millionen Peseten an das Deutsche Kaiserreich, überließ Mapia wenige Jahre später auch offiziell den Niederländern.

## Bevölkerung
Ursprünglich siedelten hier Mikronesier, die mit dem Mapianischen eine eigene Sprache gesprochen haben, die dem Woleaianischen am nächsten stand. Im Zuge der Versklavung der Einwohner und der Ansiedlung zahlreicher Plantagenarbeiter von der nahe gelegenen Insel Biak assimilierten sich die Mikronesier an die neue Mehrheitsbevölkerung, sodass ihre Sprache heute als ausgestorben gilt.

Photographien auf Mapia im Zuge der Nord-Neuguinea-Expedition Arthur Wichmanns im Jahre 1903
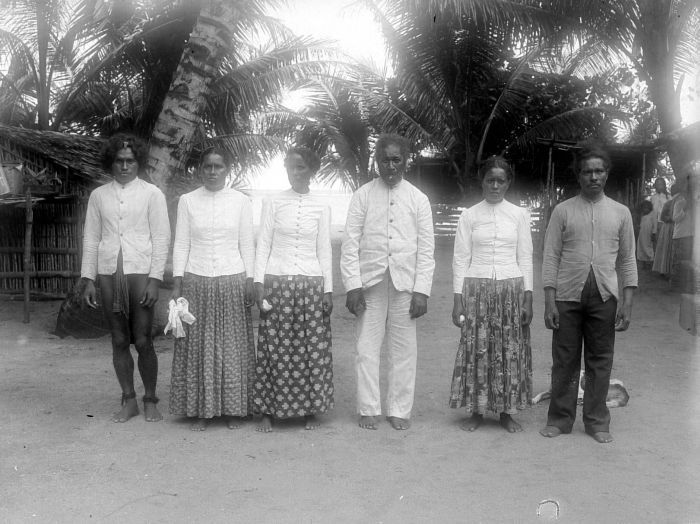
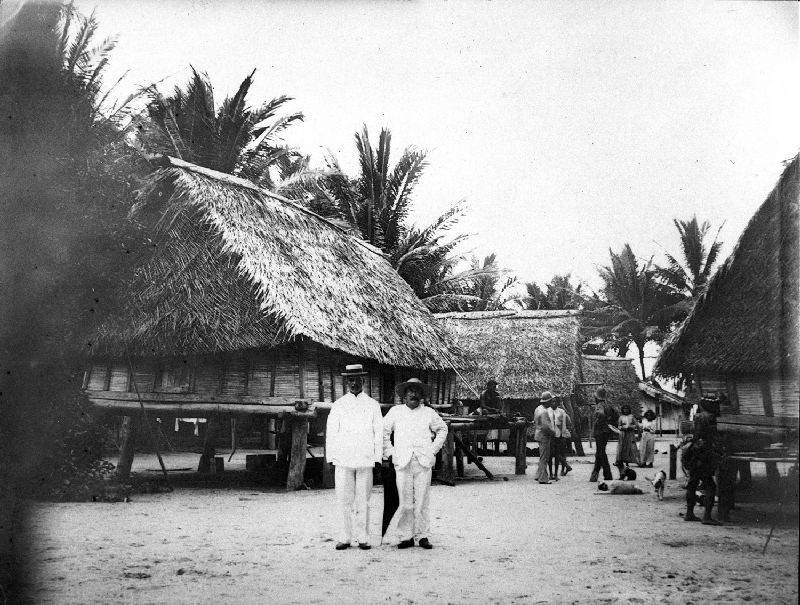
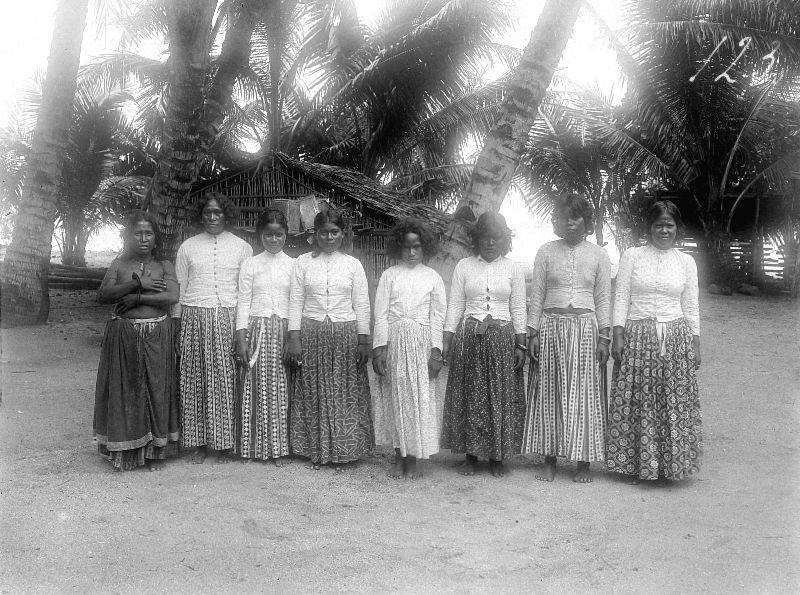